# イタルジェット

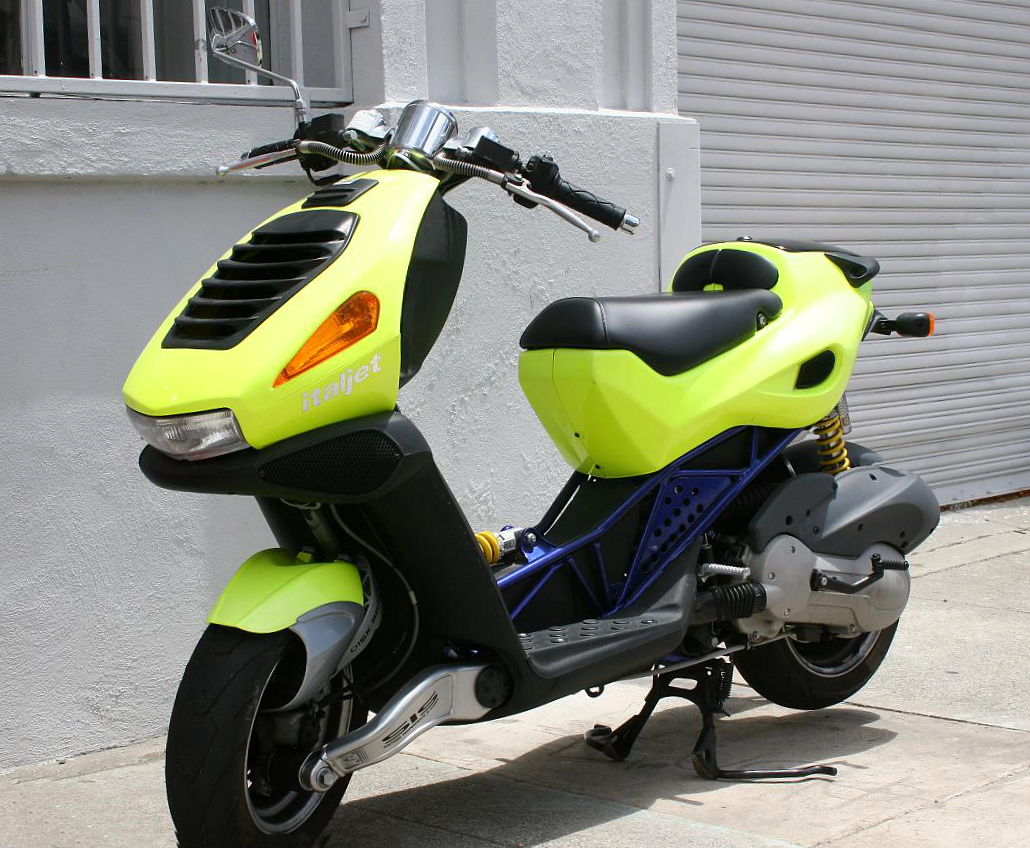
イタルジェット・ドラッグスター180

イタルジェット（Italjet Moto）は、1959年にデザイナーであり設計者のレオポルド・タルタリーニによって設立された、イタリア・ボローニャ県カステル・サン・ピエトロ・テルメに本社のあるオートバイメーカー。主に小型オフロード車やスクーターなど、小排気量車の生産を中心としている。オートバイ以外には、全地形対応車 (ATV) の生産なども行っていた。しかし経営に行き詰まり2003年に一度倒産する。その後、他企業に勤務していたレオポルドの実子のマッシニモ・タルタリーニが2005年11月に再建している。製品のデザイン性は高く評価され、一部はニューヨーク近代美術館やグッゲンハイム美術館にて展示、収蔵されている。

## 主な製品など
- ドラッグスター (Dragster) シリーズ(Italjet Dragster) - 主力車種となるスクーター。トラス式のメインフレームと片持ちハブセンターフロントサスペンションが最大の特徴。2サイクル50ccから4サイクル250ccまでラインナップされている。
- フォーミュラ (Formula) シリーズ - 水冷2サイクルエンジンを搭載したスポーツスクーター。50cc版と125cc版、150cc版が用意されている。日本ではトライクファクトリーがモンツァの名で販売している。
- ヴェロチフェロ (Velocifero) - カジュアルタイプのベーシックスクーター。
- スクープ (Scooop) - 世界初の前二輪-後一輪のスクーター。
- トルペード (Torpedo) - 50cc版と125cc版が用意されている。
- ジェットセット (Jet Set)
- アマルコルド (Amarcord)
- ジュピター (Jupiter)
- ミレニアム (Millennium)
- ピットジェット (Pitjet) - 50cc版と125cc版があるミニモトクロッサー。
- ファストボーイ (Fast Boy) - 50ccのミニモトクロッサー。